# アドリアン・モレホン
- エイドリアン・モレジョン

アドリアン・モレホン・ガルシア（Adrian Morejón Garcia, 1999年2月27日 - ）は、キューバのハバナ出身のプロ野球選手（投手）。左投左打。MLBのサンディエゴ・パドレス所属。

## 経歴

### キューバ時代
2014年のWBSC U-15ワールドカップにキューバ代表として参加し、金メダルを獲得、最優秀選手に選出された。同年セリエ・ナシオナル・デ・ベイスボルのウラカネス・デ・マヤベケに所属。このシーズンは同チームで6試合に先発した。
2015年10月にキューバからアメリカ合衆国へ亡命した。

### プロ入りとパドレス時代
2016年7月に契約金1100万ドルでサンディエゴ・パドレスと契約を結んだ。
2017年6月16日にパドレス傘下のA-級トリシティ・ダストデビルズでマイナーデビュー。7月26日にA級フォートウェイン・ティンキャップスに昇格し、同チームでシーズンを終えた。このシーズンは2チーム合計で13試合に先発登板し、63.0イニングを投げて、3勝4敗、防御率3.86を記録した。
2018年はまずA+級レイクエルシノア・ストームに所属した。6月25日に故障者リスト入りし、7月23日にルーキー級アリゾナリーグ・パドレスでリハビリ登板後、A+級レイクエルシノアに復帰。同チームでシーズンを終えた。このシーズンは2チーム合計で14試合に先発登板し、65.1イニングを投げて、4勝5敗、防御率3.44を記録した。
2019年はAA級アマリロ・ソッドプードルズで開幕を迎えた。7月にはオールスター・フューチャーズゲームのナショナルリーグ選抜に選出された。7月21日にメジャー契約を結んでアクティブ・ロースター入りし、同日のシカゴ・カブス戦にて先発してメジャーデビュー。この試合では2.1イニングを投げて1失点で、勝敗は付かなかった。この年メジャーでは5試合（先発2試合）に登板して防御率10.13、9奪三振を記録した。
2020年は9試合（先発4試合）に登板して2勝2敗、防御率4.66、25奪三振を記録した。
2021年は開幕から2試合に先発登板していたが、4月20日に左肘のトミー・ジョン手術を受けることが報じられ、残りシーズンを全休する見込みとなった。
2024年3月20日に開幕ロースター入りした。

## 選手としての特徴
平均95mph程度の速球を中心に、83mph程度のチェンジアップ、80mph程度のカーブを使用する。

## 詳細情報

### 年度別投手成績
| 年 度    | 球 団    | 登 板 | 先 発 | 完 投 | 完 封 | 無 四 球 | 勝 利 | 敗 戦 | セ 丨 ブ | ホ 丨 ル ド | 勝 率 | 打 者 | 投 球 回 | 被 安 打 | 被 本 塁 打 | 与 四 球 | 敬 遠 | 与 死 球 | 奪 三 振 | 暴 投 | ボ 丨 ク | 失 点 | 自 責 点 | 防 御 率 | W H I P |
| -------- | -------- | ----- | ----- | ----- | ----- | -------- | ----- | ----- | -------- | ----------- | ----- | ----- | -------- | -------- | ----------- | -------- | ----- | -------- | -------- | ----- | -------- | ----- | -------- | -------- | ------- |
| 2019     | SD       | 5     | 2     | 0     | 0     | 0        | 0     | 0     | 0        | 0           | ----  | 42    | 8.0      | 15       | 1           | 3        | 0     | 0        | 9        | 0     | 0        | 9     | 9        | 10.13    | 2.25    |
| 2020     | SD       | 9     | 4     | 0     | 0     | 0        | 2     | 2     | 0        | 0           | .500  | 79    | 19.1     | 20       | 7           | 4        | 0     | 0        | 25       | 0     | 0        | 11    | 10       | 4.66     | 1.24    |
| 2021     | SD       | 2     | 2     | 0     | 0     | 0        | 0     | 0     | 0        | 0           | ----  | 20    | 4.2      | 5        | 2           | 2        | 0     | 0        | 3        | 0     | 0        | 2     | 2        | 3.86     | 1.50    |
| 2022     | SD       | 26    | 0     | 0     | 0     | 0        | 5     | 1     | 0        | 5           | .833  | 141   | 34.0     | 31       | 4           | 9        | 1     | 1        | 28       | 0     | 0        | 18    | 16       | 4.24     | 1.18    |
| 2023     | SD       | 8     | 1     | 0     | 0     | 0        | 0     | 0     | 0        | 0           | ----  | 44    | 9.0      | 14       | 1           | 5        | 0     | 0        | 8        | 1     | 0        | 7     | 7        | 7.00     | 2.11    |
| MLB：5年 | MLB：5年 | 50    | 9     | 0     | 0     | 0        | 7     | 3     | 0        | 5           | .700  | 326   | 75.0     | 85       | 15          | 23       | 1     | 1        | 73       | 1     | 0        | 47    | 44       | 5.28     | 1.44    |

- 2023年度シーズン終了時

### 年度別守備成績
| 年 度 | 球 団 | 投手（P） | 投手（P） | 投手（P） | 投手（P） | 投手（P） | 投手（P） |
| 年 度 | 球 団 | 試 合     | 刺 殺     | 補 殺     | 失 策     | 併 殺     | 守 備 率  |
| ----- | ----- | --------- | --------- | --------- | --------- | --------- | --------- |
| 2019  | SD    | 5         | 1         | 2         | 0         | 0         | 1.000     |
| 2020  | SD    | 9         | 0         | 3         | 0         | 0         | 1.000     |
| 2021  | SD    | 2         | 0         | 1         | 0         | 0         | 1.000     |
| 2022  | SD    | 26        | 1         | 3         | 1         | 1         | .800      |
| 2023  | SD    | 8         | 0         | 1         | 0         | 0         | 1.000     |
| MLB   | MLB   | 50        | 2         | 10        | 1         | 1         | .923      |

- 2023年度シーズン終了時

### 記録
MiLB
- オールスター・フューチャーズゲーム選出：1回（2019年）

### 背番号
- 50（2019年 - ）